# La Center (Washington)
La Center je grad u američkoj saveznoj državi Washington. Prema popisu stanovništva iz 2010. u njemu je živjelo 2.800 stanovnika.